# Édouard Artigas
Édouard José Artigas (París, 26 de febrero de 1906-Antibes, 25 de febrero de 2001) fue un deportista francés que compitió en esgrima, especialista en la modalidad de espada.
Participó en los Juegos Olímpicos de Londres 1948, obteniendo una medalla de oro en la prueba por equipos. Ganó cinco medallas en el Campeonato Mundial de Esgrima entre los años 1937 y 1955.

## Palmarés internacional
| Juegos Olímpicos   | Juegos Olímpicos      | Juegos Olímpicos | Juegos Olímpicos   |
| Año                | Lugar                 | Medalla          | Prueba             |
| ------------------ | --------------------- | ---------------- | ------------------ |
| 1948               | Londres (Reino Unido) | Medalla de oro   | Espada por equipos |
| Campeonato Mundial |                       |                  |                    |
| Año                | Lugar                 | Medalla          | Prueba             |
| 1937               | París (Francia)       | Medalla de plata | Espada por equipos |
| 1947               | Lisboa (Portugal)     | Medalla de oro   | Espada individual  |
| 1947               | Lisboa (Portugal)     | Medalla de oro   | Espada por equipos |
| 1953               | Bruselas (Bélgica)    | Medalla de plata | Espada por equipos |
| 1955               | Roma (Italia)         | Medalla de plata | Espada por equipos |